# لويز برترام
لويز برترام هي متزلجة فنية كندية، ولدت في 30 مارس 1908 في تورونتو في كندا، وتوفيت في 18 أكتوبر 1996.

## وصلات خارجية
- لويز برترام على موقع أوليمبيديا (الإنجليزية)